# Aspidopterys canarensis
Aspidopterys canarensis är en tvåhjärtbladig växtart som beskrevs av Dalz.. Aspidopterys canarensis ingår i släktet Aspidopterys och familjen Malpighiaceae. Inga underarter finns listade i Catalogue of Life.